# Julian Jakobs
Julian Moritz Jakobs (* 15. Februar 1990 in Siegen) ist ein deutscher Fußballspieler, der seit Januar 2022 für die Sportfreunde Siegen spielt.

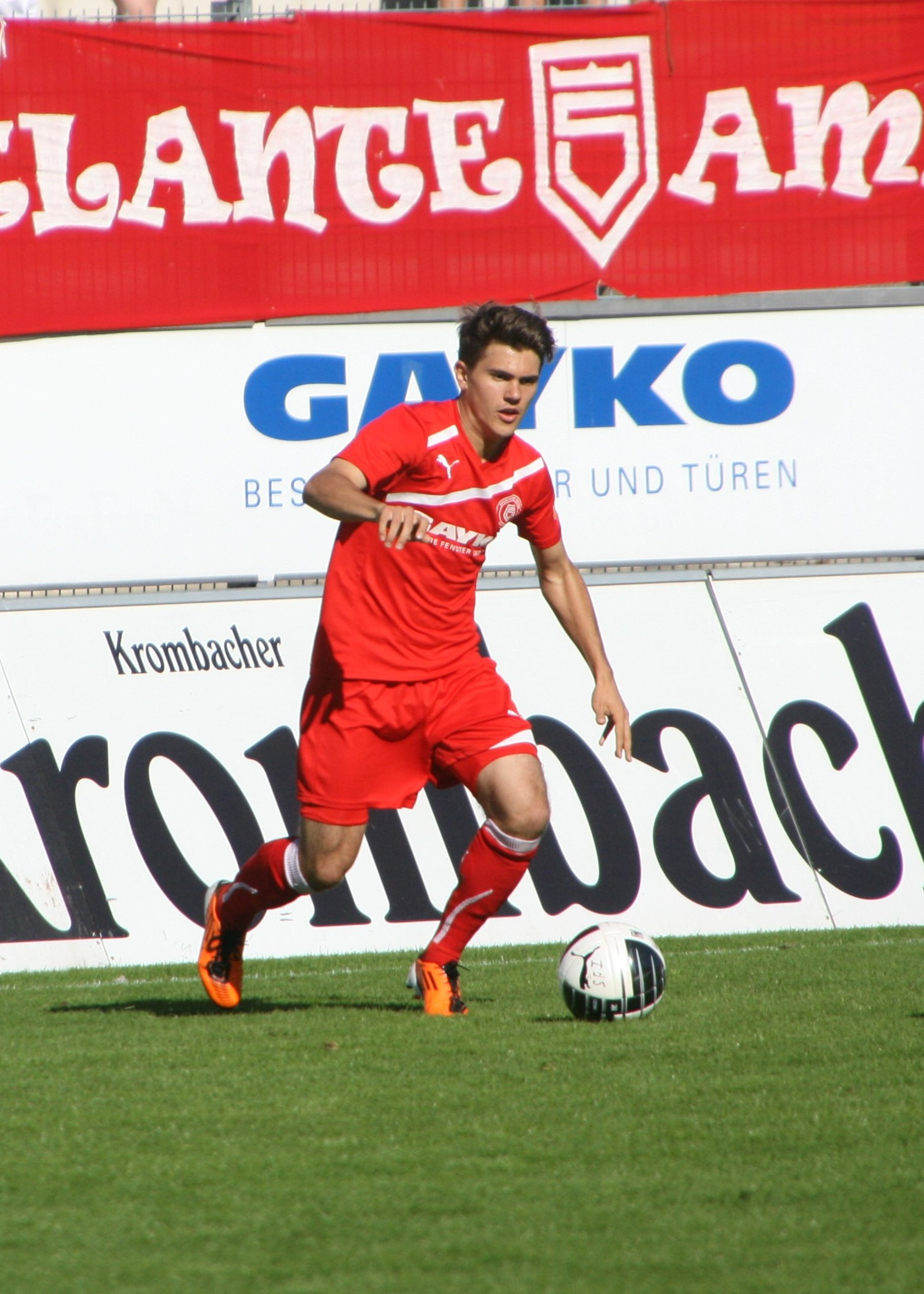
Julian Jakobs im Trikot der Sportfreunde Siegen

## Sportlicher Werdegang
Jakobs spielte in seiner Jugend für Fortuna Freudenberg und Borussia Dortmund. Danach wechselte er zu den Sportfreunde Siegen, bei denen er bis 2008 blieb. In der Saison 2008/09 lief er für die U-19-Mannschaft vom FC Schalke 04 auf. Er erzielte in 25 Partien vier Tore. Nach der Saison wurde Jakobs wieder bei den Sportfreunden Siegen aufgenommen. Von nun an spielte er für die Männermannschaft. Für die Sportfreunde erzielte er in vier Jahren 19 Tore in über 100 Ligaspielen.

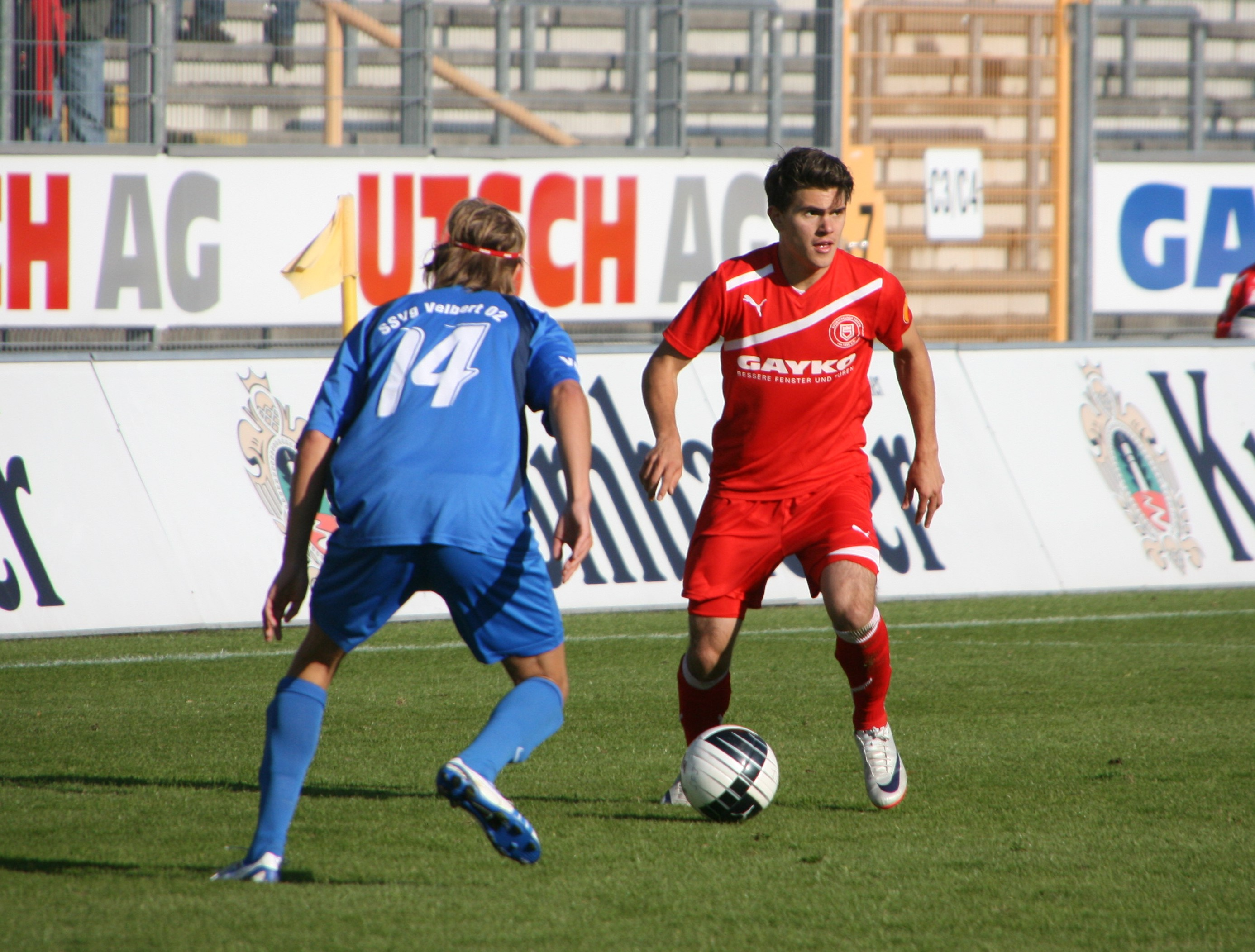
Julian Jakobs im Trikot der Sportfreunde Siegen gegen Marcel Lange

Zur Saison 2013/14 wechselte Jakobs zu Hansa Rostock. Er erhielt einen Vertrag bis zum Ende der Spielzeit 2014/15. Anschließend ging er „aus familiären und beruflichen Gründen“ zum TSV Steinbach. Im Januar 2016 kehrte er zu den Sportfreunden Siegen zurück. Dort trug er als Leistungsträger zum direkten Wiederaufstieg in die Fußball-Regionalliga West bei. Nachdem Jakobs mit den Siegenern den Klassenerhalt in der Regionalliga West verpasst hatte, schloss er sich dem Landesliga-Aufsteiger RSV Meinerzhagen an. Seit Januar 2022 ist er erneut bei den Sportfreunden Siegen unter Vertrag.